# Tigrisoma mexicanum
El hocó cuellinudo, garza tigre o avetigre mexicana (Tigrisoma mexicanum) es una especie de ave pelecaniforme de la familia Ardeidae autóctona de América Central y del norte de Colombia y Perú (solo en Tumbes). Su nombre se debe a su cuello completamente adornado con rayas.
Su población se estima en unos 10 000 ejemplares (datos del 2002).